# Universidade de Guadalajara
A Universidade de Guadalajara (U. de G.) (em castelhano Universidad de Guadalajara) é uma instituição de ensino pública, que tem sua sede localizada na cidade de Guadalajara no estado de Jalisco no México. Cronologicamente, é a segunda universidade no México, a quarta na América do Norte e a décima-quarta na Ibero-América. Em termos de quantidade de população estudiantil ocupa o segundo lugar em todo o continente (195.116 estudantes no meio profissional, bacharelado, técnico superior, licenciatura e pós-graduado).

## História
A Universidad de Guadalajara se alterou significativamente na estrutura, empregadores e os interesses em toda a sua história duas vezes centenário. Mas ela reteve uma notável consistência em termos de educação e motivação. É por isso que é considerado que esta instituição tem os seus antecedentes do período colonial, mantendo uma continuidade; e não em algum momento durante o pós-reformas, quais foram resultantes das numerosas mudanças políticas e sociais ao longo da história do país.

### Início

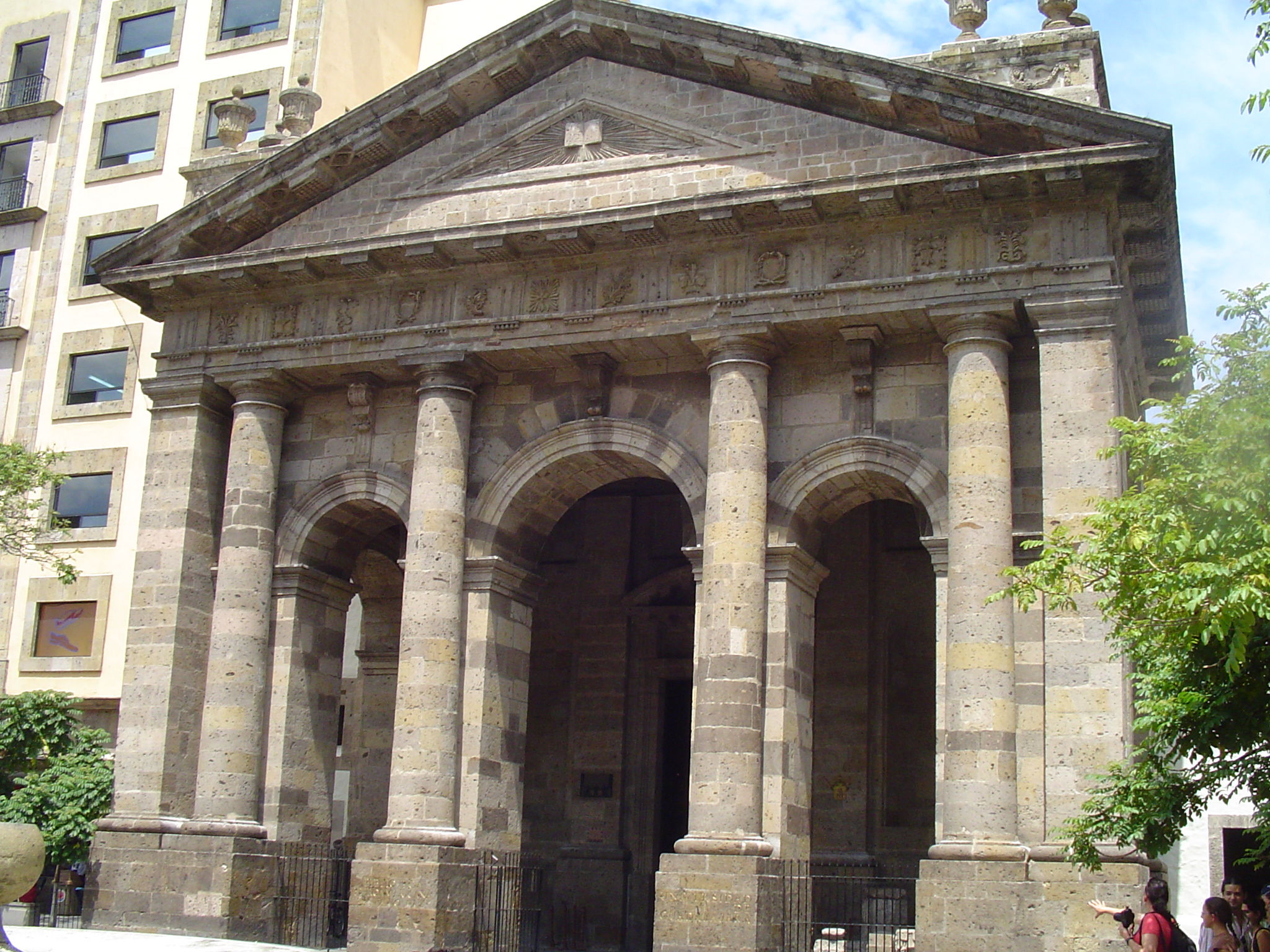
Antiga Universidad de Guadalajara

O processo de criação da universidade foi lento e trabalhoso, tendo quase um século. Os primeiros a solicitar a criação de uma universidade em Guadalajara foi frei Felipe Galindo Chávez e Pineda, que solicita ao Rei Carlos II da Espanha elevação do Real Seminário Conciliar de San José para a classificação de Real Universitário em 12 de julho de 1696.
O próximo personagem na defesa da causa da Universidade foi um graduado do Anjo Matias Mota Padilla, que em 1750 levou a câmara do município o projeto da universidade como uma de suas prioridades.
Mas foi só após a expulsão de todos os membros da Companhia de Jesus dos territórios espanhóis em 1767, que a necessidade de uma universidade na região de Nova Galiza era urgente. Devido a esta empresa que administra as duas escolas mais importantes da cidade: os Colégios de Santo Tomás e de San Juan Bautista.
Em 12 de dezembro de 1771 até a cidade que é considerada como principal responsável pela fundação da Universidade: o clérigo frei Antonio Alcalde e Barriga, novo bispo da Diocese de Nova Galiza. Quem em 1775 respondeu a uma carta real do Rei Carlos III da Espanha, no qual ele solicitou observações sobre a conveniência de uma universidade na cidade. A resposta afirmativa, o seu envolvimento pessoal no projeto e na sua capacidade de envolver vários agentes na cidade do que no ano 1791, o Rei Carlos IV da Espanha promulgou um cédula real, declarando a fundação da Universidad de Guadalajara.
Trecho desta cédula real (em castelhano):
| “ | ..He resuelto a consulta del nominado mi Consejo de Indias, el quince marzo de este año (1791), se erija y establezca una Universidad en esa ciudad (Guadalajara de la Nueva Galicia), y que se la aplique solamente el edificio del Colegio de Santo Tomás, que fue de los regulares expulsos, y los capitales de sus obras pías claras y positivas, con la precisa obligación de cumplirlas, costeando la mutación del edificio que fuese necesaria, de los propios de esa ciudad… Yo, el Rey. | ” |

Esta cédula foi para as autoridades da Nova Galiza em 26 de março de 1792, que procederam a realizar uma festa na cidade e realizara remodelação do Colégio de Santo Tomás. As instalações foram inauguradas em 3 de novembro de 1792. Tal como o primeiro reitor o padre José Maria Gómez y Villasenor. A escolha dos professores através de uma concorrência estabelecida pelo reitor, e exclusivamente destinadas sacerdotes da ordem franciscana, dominicanos e mercedario. Por ordem do Rei, na vanguarda do novo edifício foi colocada a seguinte legenda:
| “ | REGIA, GUADALAXARENSIS. SCHOLA SUB CAROLO IV ET ALOISIA, AUGUSTIS. MDCCXCII | ” |

### Entre 1821 e 1861

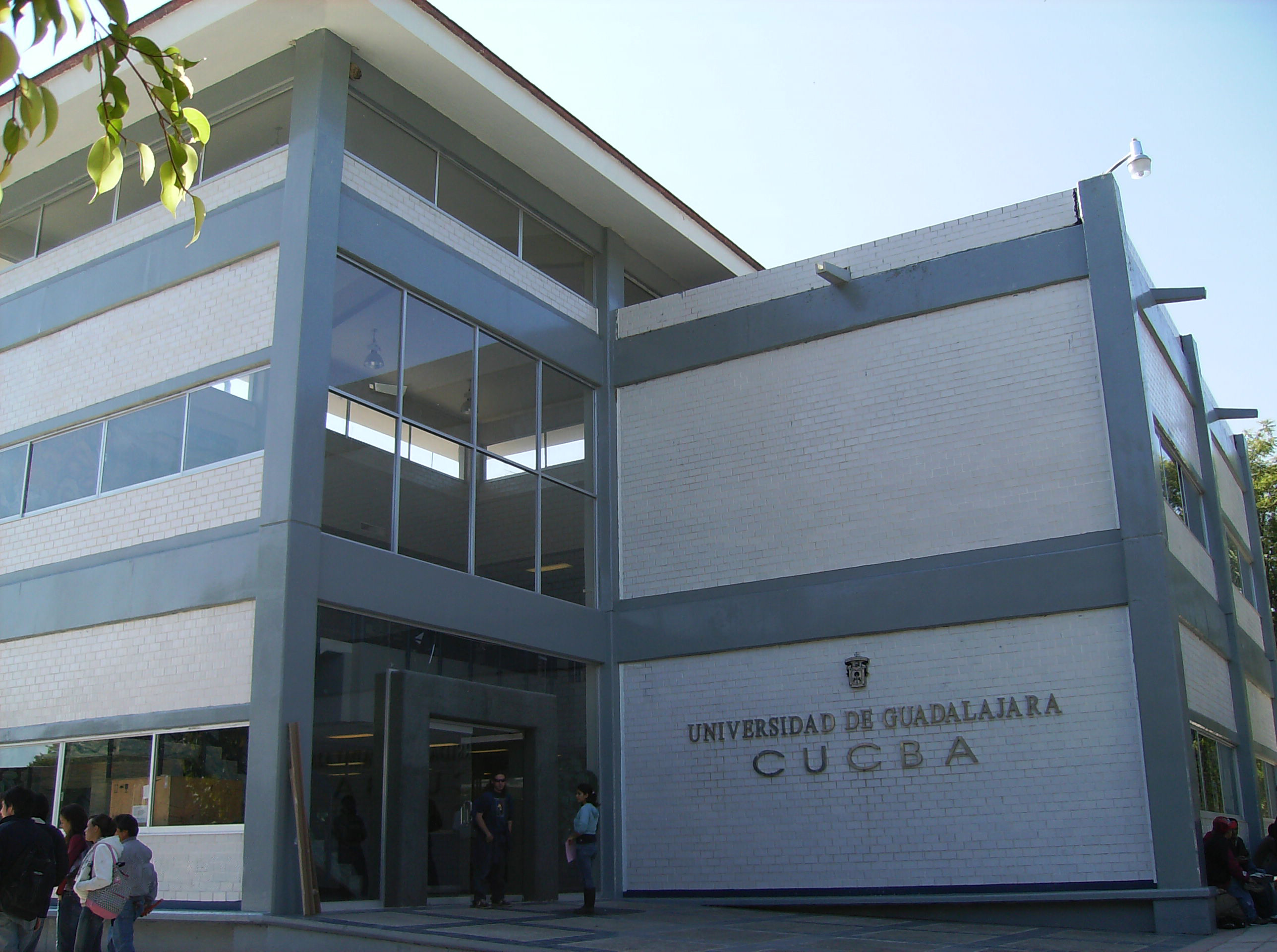
CUCBA

Entre 1821 e 1924 a universidade sufreu numerosos trocas, incluindo encerramentos temporários, fraturas, coordenação e troca de denominação, provocadas em mais de uma ocasião por motivos políticos.
Em 14 de junho de 1821, o reitor Diego Aranda y Carpinteiro e jurou lealdade em nome da universidade para o representante da independência do Plano de Iguala, o General Pedro Celestino Negrete. Com esse reconhecimento, a universidade perdeu o título de "Real y Literaria Universidad de Guadalajara" (pt: Real e Literária Universidade de Guadalajara) e passou a se tornar a Universidad Nacional de Guadalajara (pt: Universidade Nacional de Guadalajara), deixando para trás o escudo feito pela monarquia espanhola e tomando dos independentistas.
Apesar de tal declaração de lealdade, o primeiro encerramento temporário do estabelecimento foi decretado por Prisciliano Sanchez, o primeiro governador do Estado de Jalisco, em 1826, devido à turbulenta situação da economia e da política do país após a independência.
A instituição reabriu suas portas em 1834.

### Entre 1862 e 1925
Durante este período, o ensino secundário e superior veio ao abrigo da regra direta do Governo do Estado, regida pelas seguintes agências:
- A Câmara de Estudos do Estado - de 1868 a 1893
- A Direção de Instrução Pública do Estado - de 1893 a 1903
- O Conselho Superior de Instrução Pública do Estadoe da Direção de Instrução Pública do Estado - de 1903 a 1920
- O Departamento de Educação Preparatória e Profesional do Estado e a Direção General de Educação e Beneficência Públicas do Estado - de 1920 a 1925.

### Entre 1925 e 1991
No ano de 1925 entra em vigor na Ley Orgánica de 25 de setembro de 1925. O governador Jose Hernandez Guadalupe Zuno convocado em junho de 1925 para um grupo de professores, intelectuais e profissionais para ajudar a formar a direção e organização da nova Universidade e de cada uma das suas unidades. Nas reuniões, realizada no Palácio do Governo pelo presidente da estatal, em seguida, Rodrigo Peralta.

### 1991 - atualmente

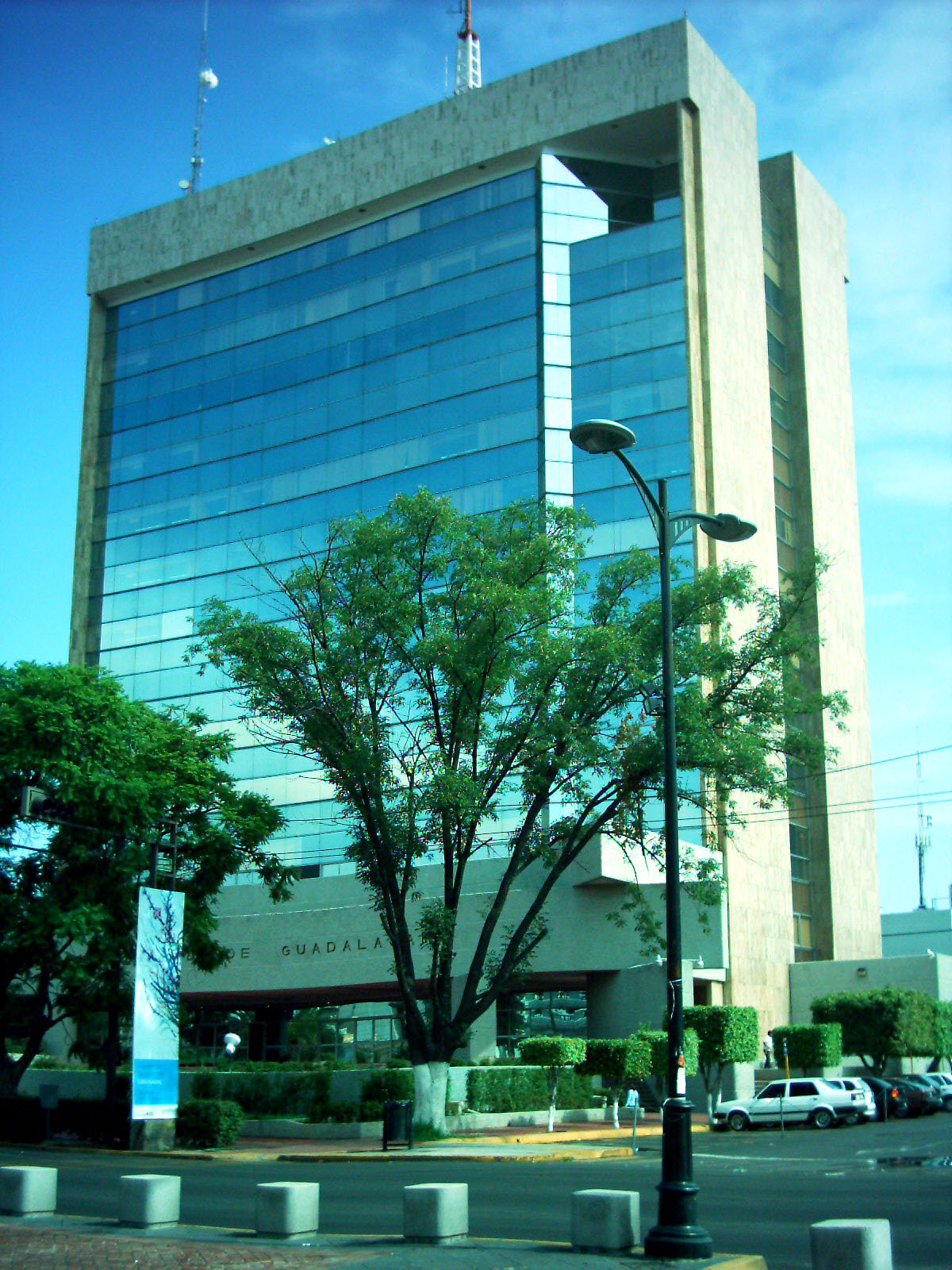
Prédio da reitoria

Baseada em resposta às preocupações expressas por vários intelectuais e artistas nas reuniões do Centro Bohemio, a conferência suportada pelo engenheiro Juan Salvador Agraz Ramirez de Prado sobre o projeto da fundação "La Universidad Nacional de Guadalajara" (pt: Universidade Nacional de Guadalajara) e as novas orientações emanadas da Revolução Mexicana de 1910, o governador de Jalisco, Jose Hernandez Guadalupe Zuno, restaurado pela terceira vez a Universidad de Guadalajara, em 1925, nomeando o líder professor Enrique Diaz de León.
Participarão muito ativamente das juntas preparatórias a da restauração da universidade, além do engenheiro Agraz, do professor Díaz de León e do governador Zuno (quem convocou e presidiu), as professoras Irene Robledo García e Catalina Vizcaíno, o arquiteto Agustín Basave del Castillo Negrete, os presbíteros Severo Díaz Galindo e José María Arreola Mendoza, o doutor Juan Campos Kunhardt, o advogado Ignacio Villalobos Jiménez e os professores Adrián Puga Gómez e José Ignacio Calderón Bonilla.
Em 7 de setembro de 1925, o Congresso do Estado autorizou ao governador Zuno para que emitir a "Ley Orgánica" na Universidade, promulgando em 25 do mesmo mês. As dependências universitárias seriam: Escuela Preparatoria de Jalisco (pt: Escola Preparatória de Jalisco), Preparatoria para Señoritas, Facultad de Farmacia (pt: Faculdade de Farmácia), Facultad de Ingeniería (pt:Faculdade de Engenharia), Facultad de Medicina (pt:Faculdade de Medicina), Facultad de Jurisprudencia (pt: Faculdade de Jurisprudência), Facultad de Comercio (Faculdade de Comércio), Normal Mixta, o Observatório Meteorológico do Estado e a Biblioteca Pública do Estado.
A ceremônia de inauguração da Universidade foi feita no dia 12 de outubro no Teatro Degollado, e foi presidida pelo secretário de Educação Pública, José Manuel Puig Casauranc, e pelo governador Zuno; foram universidades madrinhas as de Salamanca, México, Paris e Califórnia, as quais enviaram seus representantes. Em discurso oficial, o reitor Díaz de León disse os objetivos da instituição:
A Universidade irá formar os homens. "O grão que está a semear almas", disse o moralista, mas isso exige que você negligência oropelesco mesmo brilho das vaidades que levam a nada, como o riso que elas querem ser afiada para aqueles que necessitem de abrigos para rir a frase de Rabelais. Precisa arrancar o vício que tem das raízes profundas e dolorosas, não tenho a obsessão do passado, mas as mãos atentos às batidas do momento, com vista das miragens de amanhã …
Em seguida fez uma forte crítica ao modelo clássico das universidades e chamou a desenredar, porque, todas as facudades, haver surgir a fonte em que abreven todas as ansias de conhecimentos, deve ser o ideal da educação. Abrir de par em par as portas a toda vocação, vocação no sentido prístina da palavra. Vocare: chamar. Sim, chamar… deve ser uma voz que chame os homens para que possam descifrar seu enigma…
E concluiu falando para estudantes: 
| “ | Jóvenes estudiantes: vosotros sois la médula de esta obra. Sois el fin y sois el principio de ella. Sois la Universidad | ” |

Ao terminar a cerimônia inaugural, as autoridades governamentaies e universitárias foram para o antigo prédio da Universidadepara firmar a ata de restauração, tanto os estudantes festejarão o acontecimento com serenata, desfile e um combate de flores.

## Centros universitários

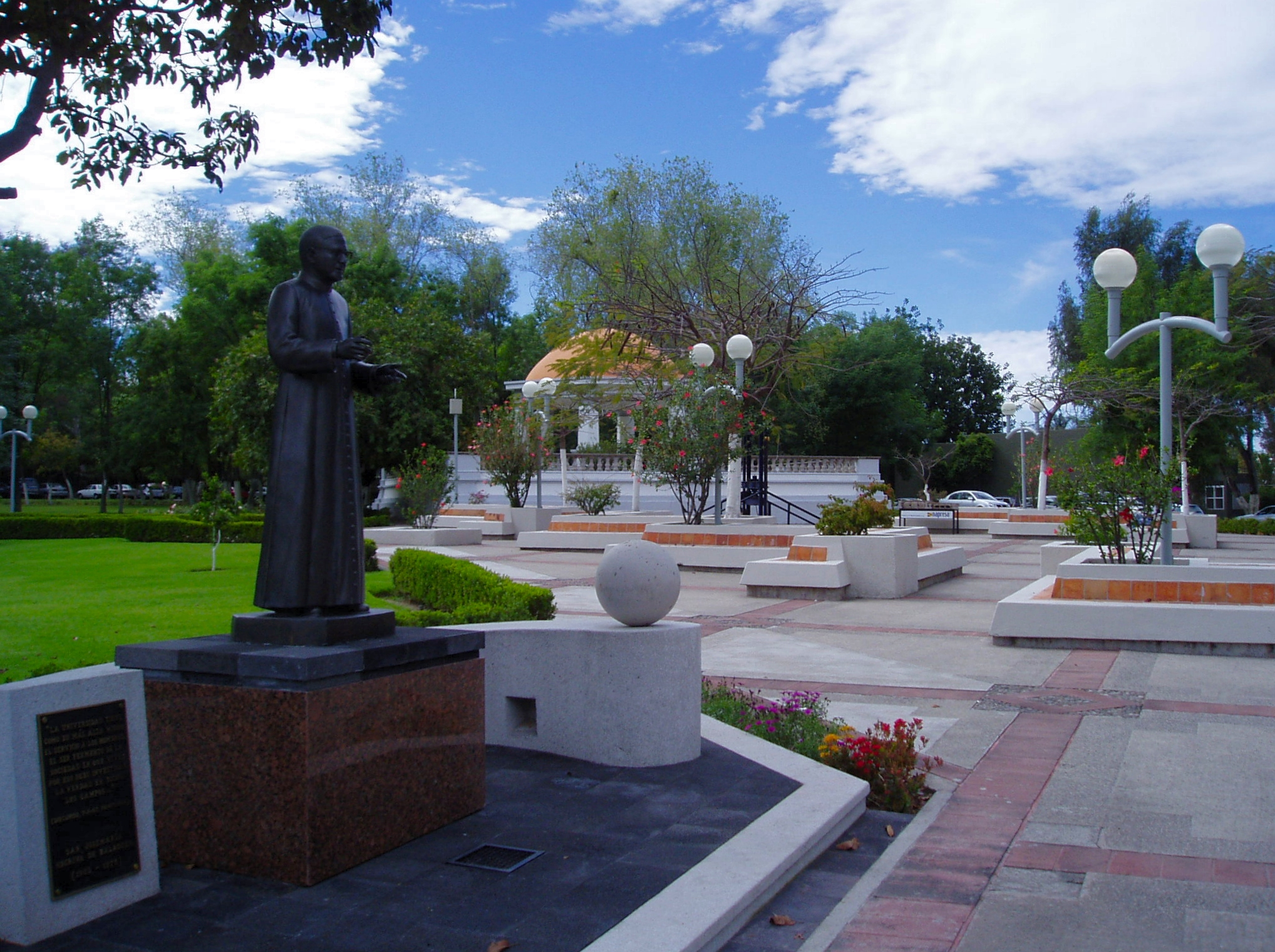
Pátio do centro universitário da Universidad de Guadalajara

Atualmente, a Universidad de Guadalajara conta com quatorze centros universitários no nível superior; desses, seis chamados "temáticos" localizado na Zona Metropolitana da ciudad de Guadalajara e oito nas regiões do interior do estado de Jalisco.
- Centros temáticos

- - CUAAD - Centro Universitario de Arte, Arquitectura y Diseño.
  - CUCS - Centro Universitario de Ciencias de la Salud.
  - CUCEI - Centro Universitario de Ciencias Exactas e Ingenierías.
  - CUCEA - Centro Universitario de Ciencias Económico Administrativas.
  - CUCSH - Centro Universitario de Ciencias Sociales y Humanidades.
  - CUCBA - Centro Universitario de Ciencias Biológicas y Agropecuarias.
- Centros regionais
  - CUALTOS - Centro Universitario de los Altos. (sede Tepatitlán)
  - CUCSUR - Centro Universitario de la Costa Sur. (sede Autlán)
  - CUCIENEGA - Centro Universitario de la Ciénega. (sede Ocotlán)
  - CUCOSTA - Centro Universitario de la Costa. (sede Puerto Vallarta)
  - CUNORTE - Centro Universitario del Norte. (sede Colotlán)
  - CUVALLES - Centro Universitario de los Valles. (sede Ameca)
  - CULAGOS]]  - Centro Universitario de los Lagos. (sede Lagos de Moreno)
  - CUSUR - Centro Universitario del Sur. (sede Zapotlán El Grande)
- Divisões académicas
  - UDGV - Sistema de Universidad Virtual
  - SEMS- Sistema de Educación Media Superior

Nota-se que o SEMS não é um centro universitário ou campus, mas uma divisão académica: todos os colégios de bachhareis e escolas preparatórias da U. de G. pertenecem a esta divisão, apesar de estar geograficamente dispersos. Se menciona aqui junto a outros centros devido a que tem um diretor e uma estrutura de gestão equivalente ao de universidades que possuem um campus parceiro. O mesmo se aplica para a UDGV, que é a división academica especializada em educação a distância dentro da universidade.

## Planejamento e desenvolvimento institucional
A COPLADI é uma dependência da Administração General cuja finalidade é a de fortalecer a planejamento institucional em Red e contribuir para a participação das coordenadas de planejamento dos Centros Universitários, Sistema de Educação Média, Superior e o Sistema de Universidade Virtual, assim como as demais dependências universitárias, nas coordenações dos trabalhos técnicos de planejamento, programação, orçamentos e avaliação do exercício do gasto; avaliar sistematicamente o funcionamiento do P3E; unificar os critérios em âmbito; manter atualizados as orientações que regulam os processos de planejamento, programação, orçamento e avaliação, e apoiar as autoridades universitárias neste ámbito.
- Institucional Numeralia
- Cadernos Estatísticos
- Planos de Desenvolvimento
- Orçamento das receitas e despesas
- Programa Integral de Fortalecimiento Institucional (PIFI)

## Acervos científicos e tecnológicos
Projeto da Universidad de Guadalajara criado e mantido pela Coordenação General de Sistemas de Informação (CGSI). 'e-Acervos' é um portal interativo de conteúdos científicos e tecnológicos de livre acesso que contribui a divulgar o conhecimento e ao intercâmbio acadêmico.
Objetivos
- Fortalecer a cultura e a publicação científica especializada nas áreas do conhecimento.
- Fomentar o intercâmbio entre leitores e autores via Web.
- Cuidar da qualidade e da credibilidade dos conteúdos que são publicados, apoiaando-se em pareceres científicos e editoriais.
- Impulsar a colaboração entre investigadores.

Contar con indicadores que evalúen el impacto en Internet. 
- Ter indicadores que avaliam o impacto sobre a Internet.

Produtos
- Revista digital científica e tecnológica (com arbitragem)
- Teses eletrônicas e pós-graduação grau
- Vídeos científicos e tecnológicos (baixa demanda)
- Publicação eletrônica de livros e documentos
- Revista eletrônica de divulgação

## Esportes
- Beisebol: A Universidad de Guadalajara contava em seu passado com um dos poucos estádios de beisebol da cidade de Guadalajara, que foi destruída pelo seu lamentável estado para abrir um estacionamento.
- Esgrima: A Universidad de Guadalajara conta com uma equipe de esgrima o qual não tem nenhum apoio por parte da instituição.
- Esportes aquáticos: A Universidad de Guadalajara conta com 2 piscinas olímpicas situadas uma no Club de la Primavera e outra nas instalações do Centro Universitario de Ciencias Exactas e Ingenierías.
- Futebol: A Universidad de Guadalajara conta com a equipe de futebol Leones Negros de la U.de.G, que chegou a várias finais e inclusive ganhou a Liga dos Campeões da CONCACAF em 1978. Atualmente a equipe foi promovido a Primeira Divisão de Mexico.